# Малибу-Крик (парк штата)
Малибу-Крик (англ. Malibu Creek State Park) — государственный парк штата Калифорния, США, в котором находится каньон Малибу-Крик. Парк общей площадью 3 248 га создан в 1974 году. В 1976 году парк был открыт для посещения, став частью Национальной зоны отдыха гор Санта-Моника.

## История парка
Государственный парк Малибу-Крик простирается от озера Малибу на западе до Пьюма-роуд на востоке. На территории парка находится ручей, впадающий в Тихий океан, старинный дом и сады Адамсон-Хаус, а также устье ручья в лагуне Малибу. Парк включает в себя три природных заповедника: Каньон Свободы, ущелье Юделла и заповедник Каслов. Земля, на которой находится государственный парк Малибу-Крик, ранее была заселена чумашами, индейским народом, что проживал здесь на протяжении тысячелетий. В северо-восточной части парка археологи обнаружили остатки деревни названием Талепоп. Чумаши известны своими каноэ из красного дерева, с помощью которых они путешествовали вдоль береговой линии на сотни миль. К 1860-м годам на территории парка находилось несколько усадеб, включая сохранившуюся до сих пор адобу Сепульведа.
В 1900 году группа состоятельных бизнесменов из Лос-Анджелеса приобрела 800 га вдоль ручья Малибу-Крик для строительства загородного клуба Crags County Club. В 1903 году была построена 15-метровая плотина, что привело к образованию небольшого озера, которое позже купила компания 20th Century Fox, назвав его Сенчури-Лейк. Строительство трёхэтажного здания клуба было завершено в 1910 году. Возле озера были посажены деревья секвойи, и по сей день остающиеся самыми южными экземплярами секвойи в Калифорнии. Кроме того, на территории парка находится плотина Риндж в каньоне Малибу, построенная в 1926 году. Загородный клуб Crags прекратил свою деятельность в 1936 году, а домик был снесён в 1955 году.
Большая часть земель парка была подарена артистом Бобом Хоупом. Другие части парка, добавленные позже, ранее принадлежали студиям Paramount Pictures и 20th Century Fox и использовались для киносъёмок. Часть ранчо была куплена в 1966 году у Рональда Рейгана: участок принадлежал будущему президенту с 1951 по 1966 год, но был продан Рейганом, чтобы погасить долги, накопившиеся во время выборов губернатора Калифорнии в 1966 году.
В 2014 году прилегающий природный заповедник Камерон в каньоне Пуэрко был приобретён Управлением по охране и охране гор Санта-Моники. Тем самым был создан непрерывный блок государственных парков от него до парка Корраль-Каньон. Один из участков был приобретён у обладателя Оскара режиссёра Джеймса Кэмерона.
В 2018 году в результате пожара Вулси пострадала значительная часть территории парка. В том числе, были сгорели знаменитое ранчо Рейгана и ранчо Фокс, которое использовалось для съёмок многих фильмов и телевизионных шоу.
На территории парка доступен активный отдых, включая катание на лошадях, наблюдение за птицами, походы, катание на горных велосипедах, скалолазание, рыбалку и пикники.

## Ранчо Фокс
Часть парка принадлежала компании 20th Century Fox и была известна как ранчо Фокс. На протяжении десятилетий в нём снимались десятки кинофильмов, начиная с серии фильмов 30-х годов о Тарзане:
- Побег Тарзана (1936), Месть Тарзана (1938), Тарзан находит сына! (1939)
- Блокада (1938)
- Полное признание (1939)
- Как зелена была моя долина (1941)
- Мой друг Флика (1943)
- Спасательная шлюпка (1944)
- Мистер Блэндингс строит дом своей мечты (1948)
- Вива Сапата! (1952)
- Между раем и адом (1956)
- Не склонившие головы (1958)
- Второй раз (1961)
- Отряд из ада (1961)
- Песчаная галька (1966)
- Доктор Дулиттл (1967)
- Планета обезьян (1968), Под планетой обезьян (1970), Битва за планету обезьян (1973)
- Бутч Кэссиди и Сандэнс Кид (1969)
- Tora! Tora! Tora! (1970)
- Приключение «Посейдона» (1972)
- Ад в поднебесье (1974)
- Бегство Логана (1976)
- Властелины вселенной (1987)
- Служебная командировка (1987-90)
- Плезантвиль (1998)
- Луна Охотника (1999)
- Секретарша (2002)

Парк был также ключевым местом съёмок фильма Военно-полевой госпиталь (1970) и последующего телесериала (1972—1983). Его пейзаж можно увидеть во вступительных титрах к шоу, поскольку вертолёты с ранеными приближаются к больнице с характерными бухтами на заднем плане. Другими телевизионными программами, в которых парк использовался для демонстрации постапокалиптической Земли, были «Планета обезьян» и детская программа «Ковчег II» . На территории парка также шли съёмки фильма Робин Гуд: «Мужчины в трико».